# Tremors 4 : La légende commence
Série Tremors
Tremors 3 : Le Retour
(2001) Tremors 5: Bloodlines
(2015)
Pour plus de détails, voir Fiche technique et Distribution.
Tremors 4 : La légende commence ou Tremors: Au tout début au Québec (Tremors 4: The Legend Begins) est un film américain réalisé par S. S. Wilson et sorti directement en vidéo en 2004. Quatrième film de la série Tremors, il s'agit d'une préquelle des précédents films, racontant l'histoire de la petite ville de Rejection (baptisée Perfection dans précédents films).

## Synopsis
En 1889, les habitants de la petite ville rurale de Rejection — qui sera plus tard rebaptisée Perfection — dans le Nevada sont totalement dépendants des revenus de la mine d'argent locale. Un jour, une source chaude fait éclore des œufs de graboïdes, entraînant la mort de 17 mineurs. Le propriétaire des lieux, Hiram Gummer (arrière-grand-père de Burt Gummer), se rend alors en ville pour résoudre le problème. Inexpérimenté et peu amateur des armes à feu, Hiram fait appel à un professionnel : Black Hand Kelly. Malgré la mésentente entre les deux hommes, Hiram prend peu à peu goût à la traque des créatures.

## Fiche technique
- Titre original : Tremors 4: The Legend Begins
- Titre français : Tremors 4 : La légende commence
- Titre québécois : Tremors: Au tout début
- Réalisation : S. S. Wilson
- Scénario : Scott Buck, Brent Maddock et S. S. Wilson
- Musique : Jay Ferguson
- Décors : Amanda Moss Serino
- Costumes : Jennifer L. Parsons
- Photographie : Virgil L. Harper
- Montage : Harry B. Miller III
- Production : Nancy Roberts, Linda Drake, Brent Maddock et S. S. Wilson
- Société de production : Stampede Entertainment
- Pays de production :  États-Unis
- Langue originale : anglais
- Format : couleur - 35 mm - 1,85:1 - son Dolby Digital
- Genre : comédie horrifique, action, science-fiction et western
- Durée : 101 minutes
- Dates de sortie : 
  - États-Unis : 2 janvier 2004
  - France : 4 octobre 2005

## Distribution
- Michael Gross (VF : Michel Prud'homme) : Hiram Gummer
- Sara Botsford : Christine Lord
- Billy Drago : Black Hand Kelly
- Brent Roam : Juan Pedilla
- August Schellenberg : Tecopa
- J. E. Freeman : le vieux Fred
- Lo Ming : Pyong Lien Chang
- Lydia Look : Lu Wan Chang
- Sam Ly : Fu Yien Chang
- Neil Kopit : Victor
- Sean Moran : l'employé de la Western Union
- Mathew Seth Wilson : Brick Walters
- John Dixon : Big Horse Johnson
- Dan Lemieux : Stony Walters
- Don Ruffin : Soggy

## Production
Le tournage a lieu à Bronson Canyon à Los Angeles, à Calico, Santa Clarita et dans le ranch de cinéma Veluzat.

## Autour du film
- Michael Gross est le seul acteur à avoir joué dans les sept films que compte la série. Dans les trois premiers et les trois derniers, il interprétait Burt Gummer, tandis que dans le présent film, il joue Hiram Gummer, un ancêtre de Burt Gummer.
- Ce film marque la dernière apparition à l'écran de l'acteur J. E. Freeman (méconnaissable dans le rôle d'Old Fred), décédé en 2014.